# لارنتیا

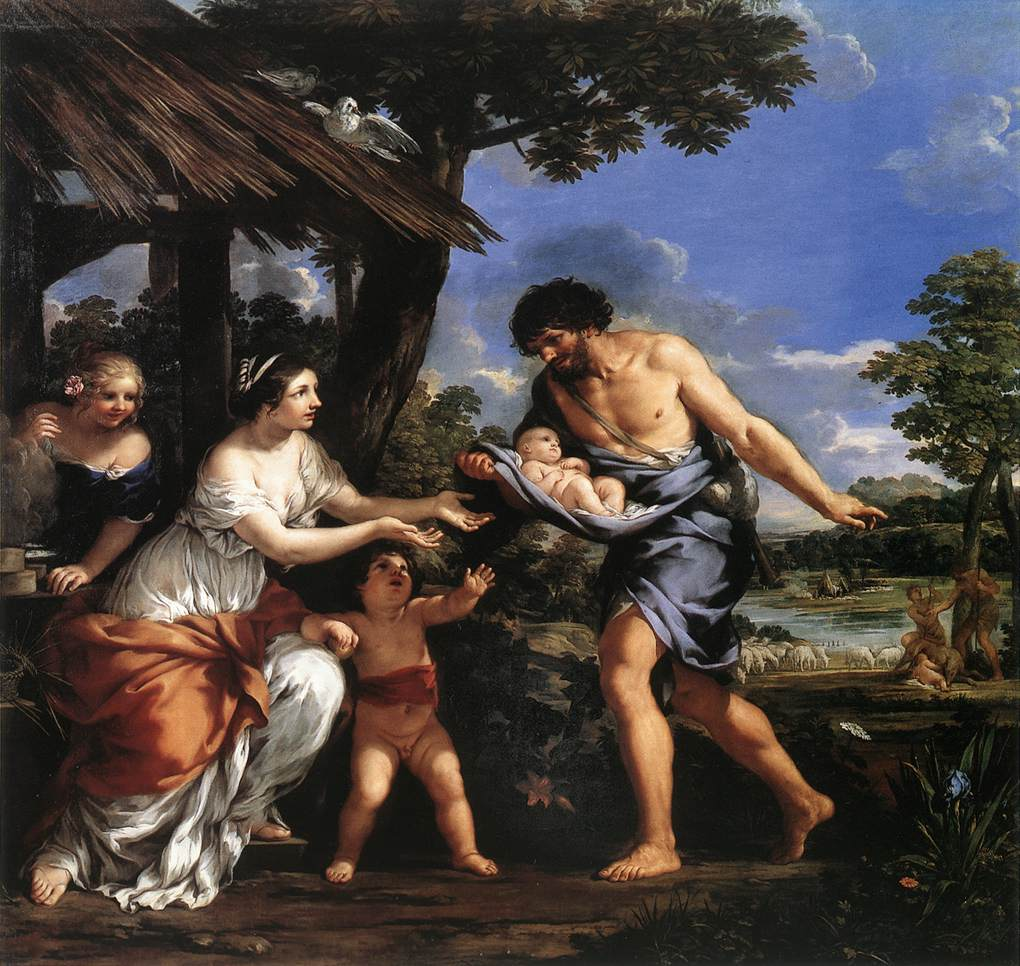
زنی که در تصویر دیده می‌شود لارنتیاست، آن مرد همسرش فاوستولوس است که دو طفل به‌نام‌های رومولوس و رموس را با خود آورده‌است. (اثر پیترو دا کورتونا)

لارنتیا (به لاتین: Laurentia) یکی از شخصیت‌های اساطیر روم است.
او را شخصیتی نیمه‌خدایی برگرفته از اتروسکان و یک تن‌فروش محافظ توده‌های فقیر می‌دانند. در برخی روایت‌ها، از جمله آنِ ماکروبیوس، پس از آنکه او یک شب را در معبد هرکول به دعا و نیایش سپری کرد، هرکول به‌عنوان پاداش او را به عقد مردی بسیار ثروتمند از تبار اتروسکان به‌نام تاروتیوس درآورد. پس از درگذشت این مرد، ارث بسیاری از او برای لارنتیا برجای ماند که او آن را وقف مردم روم کرد و رومیان نیز به‌پاس این خدمتش جشنوارهٔ لارنتالیا را پی‌ریختند که هرساله در ۲۳ دسامبر در کنار قبرش برگزار می‌شد.
بر طبق روایت دیگری، از جمله آنِ لاکتانتیوس و تیتوس لیویوس، لارنتیا همسر چوپانی به‌نام فاوستولوس بود که رموس و رمولوس را نجات داد. در این روایت‌ها، لارنتیا به‌نام لوپا نیز خوانده می‌شود که نامی است که رومیان به تن‌فروشان می‌دادند و لغت «لوپانار» به‌معنای روسپی‌خانه نیز مشتق از آن است. این زن رومولوس و رموس را شیر داد و پروراند، تا اینکه این دوقلوها به اصل‌ونسب شاهانهٔ خویش پی بردند و عموی غاصب مادرشان، آمولیوس، را از تخت پادشاهی آلبا لونگا به زیر کشیدند و کشتند و پدربزرگ خودشان نومیتور را به‌جایش نشاندند. تیتوس لیویوس می‌گوید که چون در لاتین «لوپا» به دو معنای «تن‌فروش» و «ماده‌گرگ» است و چون لارنتیا یک تن‌فروش بوده، افسانهٔ شیر خوردن رومولوس و رموس از آن ماده‌گرگ جا افتاده‌است. به‌هر روی، لارنتیا مادر دوازده فرزند (به‌جز رومولوس و رموس) بود که چون یکی از آنان درگذشت، رومولوس جای آن متوفی را گرفت و با دیگر برادران ناتنی‌اش مجمع برادران آروال را تشکیل داد.